# Kun Bertalan (polgármester)
dr. Kun Bertalan (Vaja, 1945. március 27. – Balkány, 1996. május 22.) körzeti orvos, 1990-ben országgyűlési képviselőjelölt, 1990-től 1996-os haláláig Balkány polgármestere volt.

## Pályája
Családjában a harmadik generáció tagjaként kapta a Bertalan utónevet, melyet a fia is továbbvitt.
Balkány körzeti orvosaként szolgált a rendszerváltás előtti időszakban, majd a politikai pályára 1990-ben lépett, amikor az első szabad országgyűlési választáson a Nagykálló központú Szabolcs-Szatmár-Bereg megye 4. számú választókerületének volt az FKgP-s jelöltje. Az első fordulóban 3512 szavazatot (16,9%) szerzett, míg a második fordulóban 6447 szavazattal (38,2%) zárta a választást, így nem lett belőle országgyűlési képviselő.
1990. szeptember 30-án megnyerte a balkányi polgármester-választást, így ő lett a nagyközség első megválasztott polgármestere. 1994. december 11-én újból elindult a választáson az FKgP és a Fidesz színeiben. Két független kihívóját legyőzve a szavazatok csaknem 60%-át szerezte meg. Az 1996. május 22-én bekövetkezett halála után augusztus 31-én tartottak időközi polgármester-választást Balkányban, melyet korábbi kihívója, Dankó József, független jelölt nyert meg.
Regnálása alatt a legjelentősebb eredményeinek tudható be a belterületi úthálózat fejlesztése, szilárd burkolatú utcák létrehozása, valamint a szennyvízcsatorna-hálózat korszerűsítése. 
1996-ban, 51 éves korában hunyt el. A társadalmi, gazdasági, kulturális és egyéb területen végzett munkájáért a balkányi képviselő-testület 2013 szeptemberében Balkány Város díszpolgára posztumusz címmel tüntette ki.

## Családja
Nős, felesége Németh Mária, orvosírnok volt. Két gyermeke született: Bertalan és Tímea, akik mind a ketten gyógyszerészek lettek.

## Lásd még
- Önkormányzati választások Balkányban